# Mondovi (Italie)
Pour les articles homonymes, voir Mondovi.
Mondovi (en italien Mondovì, prononcé comme en français) est une commune de la province de Coni dans la région Piémont en Italie.

## Histoire
En 1641, la ville est assiégée et prise par les troupes françaises du comte d'Harcourt dont le régiment des Gardes françaises faisait partie.
- 21 avril 1796 : bataille de Mondovi lors de la campagne d'Italie (1796-1797).
- 28 septembre 1799 : combat de Mondovi lors de la campagne d'Italie (1799-1800).
- Histoire de la communauté juive de Mondovi et sa synagogue.

## Administration
| Période                                  | Période  | Identité      | Étiquette         | Qualité |
| ---------------------------------------- | -------- | ------------- | ----------------- | ------- |
| 2017                                     | 2022     | Paolo Adriano | coalition civique |         |
| 2022                                     | En cours | Luca Robaldo  | coalition civique |         |
| Les données manquantes sont à compléter. |          |               |                   |         |

### Hameaux
Sant'Anna Avagnina, Merlo, Sciolli, Rifreddo, Gratteria, San Giovanni Govoni, San Quintino, Breolungi, Pogliola, San Biagio, Pascomonti

### Communes limitrophes
Bastia Mondovì, Briaglia, Carrù, Cigliè, Magliano Alpi, Margarita, Monastero di Vasco, Morozzo, Niella Tanaro, Pianfei, Rocca de' Baldi, Vicoforte, Villanova Mondovì

## Personnalités nées à Mondovi
- Rosa Govone (1716-1776), bienfaitrice ;
- Les frères Durando, Giovanni (1807-1894) et Giacomo (1804-1869), généraux italiens qui combattirent pour l'unification de l'Italie et Marc-Antoine Durando, prêtre lazariste ;
- Olivia Caramello (1984-), mathématicienne spécialiste des topos de Grothendieck.